# Fritz-Foerster-Bau

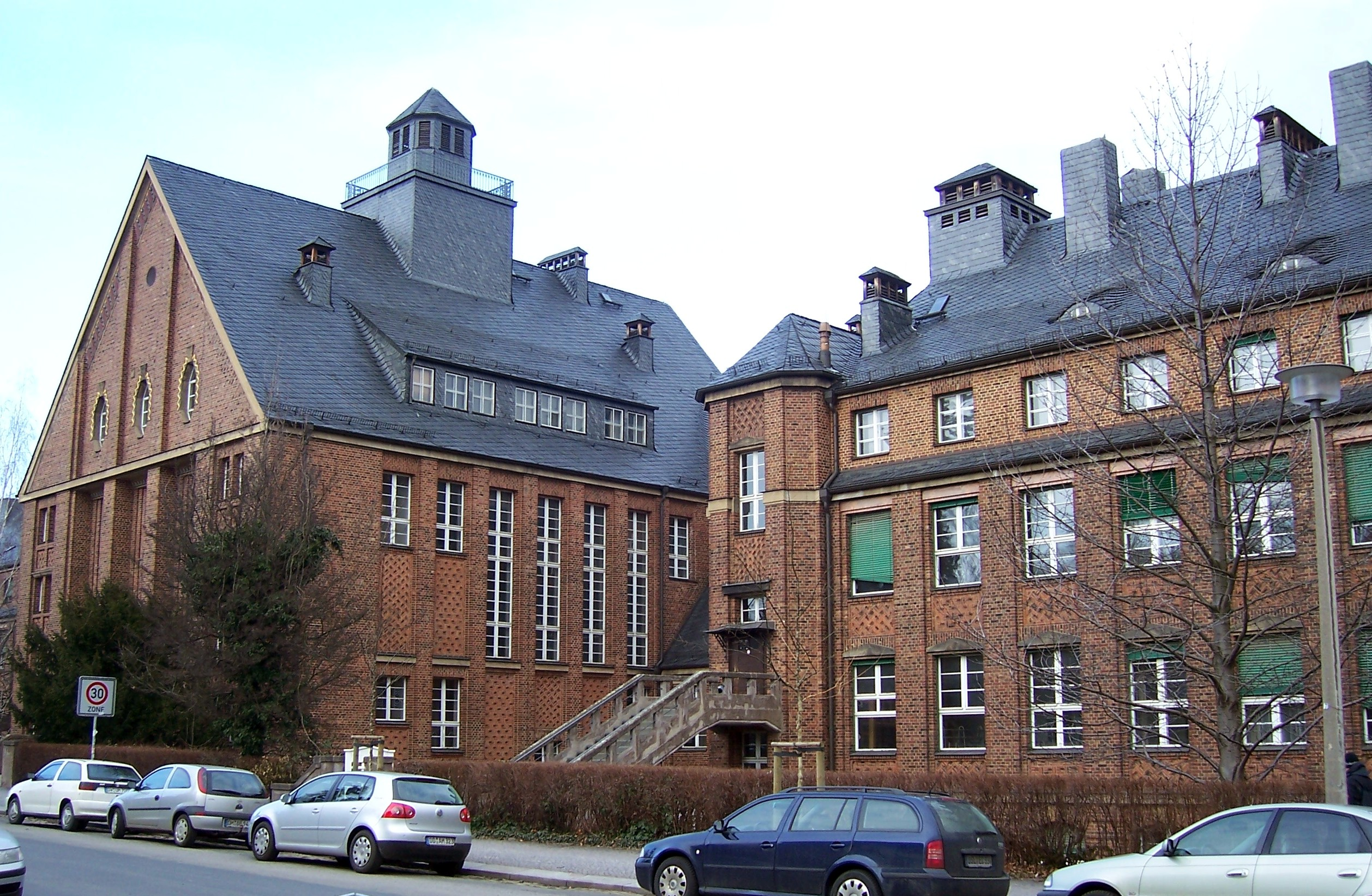
Ansicht von der Mommsenstraße

Der Fritz-Foerster-Bau ist ein Institutsgebäude der Technischen Universität Dresden in der Mommsenstraße 6 in der Südvorstadt. Das denkmalgeschützte Gebäude wurde 1922 bis 1926 nach Entwürfen des Architekten und Hochschullehrers Martin Dülfer für den Fachbereich Chemie der Hochschule errichtet.
Das Bauwerk ist seit 1954 nach dem Chemiker Fritz Foerster (1866–1931) benannt, der ab 1912 an der damaligen Technischen Hochschule Dresden lehrte. In seine Amtszeit als Rektor der Hochschule (1917/1918) fiel der Planungsbeginn für den Neubau.

## Lage und Nutzung
Das Gebäude in U-Form schließt den Universitätscampus zusammen mit dem Toepler-Bau, dem Binder-Bau und dem Walther-Hempel-Bau zur Mommsenstraße hin ab.
Im Gebäude befanden sich ursprünglich ausschließlich Einrichtungen der Fakultät Chemie.
Mehrere Jahre wurde der Fritz-Foerster-Bau von 2014 bis 2023 für 56,5 Millionen Euro saniert, u. a. der Hörsaal mit 174 Plätzen. In den Flügelbauten entstanden Seminarräume und 200 Büros für 410 Mitarbeiter der TU-Verwaltung.

## Architektur

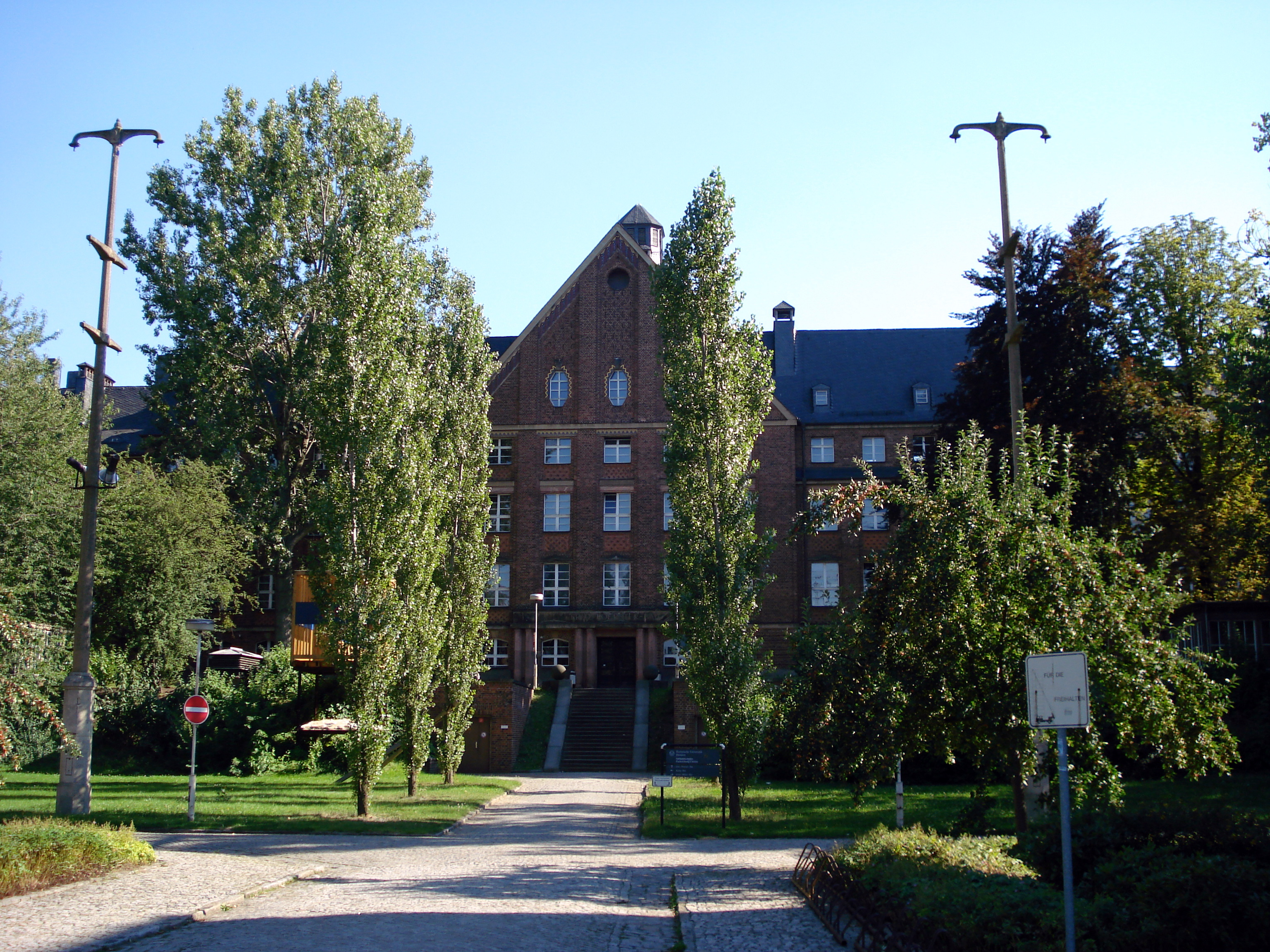
Haupttrakt des Fritz-Foerster-Baus, Ansicht vom Campus

Das einfach gegliederte, dreiflügelige Gebäude säumt mit zwei weiteren, nördlich gelegenen, einzeln stehenden Bauten, dem Erich-Müller-Bau und dem König-Bau, einen offenen Hof. Lisenen gliedern die Fassade aus rotem Backstein.
Die „Tempelfront“ des 1911 fertiggestellten Festspielhauses Hellerau mit ihren „pathetisch-neoklassizistischen Anklängen“ wird als Vorbild für viele Gebäude reklamiert. Auch am Fritz-Foerster-Bau lässt sich ablesen, dass „der Hauptbau der Anlage (…) in seiner Ausprägung an das Hellerauer Festspielhaus von Heinrich Tessenow“ erinnert. Eine differenziertere stilistische Einordnung nimmt der Kunsthistoriker Dieter Klein vor: „(...), die neueren Chemischen Institute (1917–26) nähern sich mit ihrem einfachen Aufbau und den hohen Satteldächern einem nicht genau lokalisierbaren, idealen Heimatstil. Geringe Nachklänge des Jugendstils sind in einigen medaillonartig ausgebildeten, achteckigen Fenstern zu sehen; im allgemeinen überwiegt aber bereits der Trend zur Sachlichkeit (...).“ Dülfers Hochschulbauten stellen im Kontext der lokalen Architekturgeschichte „seltene Beispiele der Dresdner Reformarchitektur dar, die in Backstein ausgeführt sind“.